# Aerodynamisches Paradoxon

Versuchsskizze zum Bernoulli-Effekt: Zwischen zwei Papierbögen (grau) eingeblasene Luft (hellblau) lässt die Bögen zusammenrücken (schwarz).

Das aerodynamische Paradoxon ist eine physikalische Erscheinung.
Um es zu demonstrieren, versucht man, aus einem Trichter eine in diesen eingelegte Papiertüte hinauszublasen. Dabei wird die Tüte jedoch nicht hinausgeblasen, sondern an die Wände des Trichters gedrückt. Dies ist darauf zurückzuführen, dass die Luft zwischen Tüte und Trichterwand teilweise von dem eingeblasenen Luftstrom nach außen mitgerissen wird; dadurch entsteht zwischen Tüte und Trichterwand ein Unterdruck und der äußere Luftdruck treibt die Tüte gegen die Trichterwand.
Dieser Effekt wurde 1826 durch Charles Bernard Desormes und Nicolas Clément bekannt gemacht.
Eine bekannte Variante davon ist, zwischen zwei in geringem Abstand gehaltene Blätter Papier zu pusten. Diese werden dabei nicht auseinander gedrückt, sondern nähern sich aneinander an.
Allgemeiner wird darunter verstanden, dass ein Flüssigkeits- oder Gasstrahl, der aus einem Rohr gegen eine quer gestellte bewegliche Platte gerichtet ist, diese nicht wegdrückt, sondern sie anzieht. Sie ist ein Teil des hydrodynamisches Paradoxon und eine Folge der Bernoulli-Gleichung.